# لويس فيليبي أمير الملكي للبرتغال

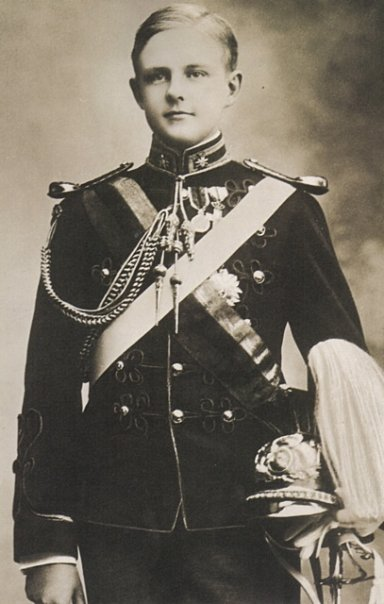
الأمير لويس فيليبي أمير الملكي للبرتغال ودوق براغانزا

لويس فيليبي (بالبرتغالية: Luís Filipe) (21 مارس 1887-1 فبراير 1908) هو أمير الملكي للبرتغال ودوق براغانزا وأمير بيرا هو أبن كارلوس الأول ابن لويس الأول ابن فرناندو الثاني وماريا الثانية وأيضا هو حفيد الملكة ماريا بيا من سافوي أبنة ملك إيطاليا فيتوريو إمانويلي الثاني، توفي قبل أن يصبح ملكاً بعد هجوم الجمهوريين على العائلة المالكة عام 1908 والده الملك توفى فوراً، ولكنهُ هو عاش لمدة عشرين دقيقة ، وذلك أُصيب أخيه الأصغر مانويل دوق باجة في ذراعه ولكن نجا من الهجوم واصبح اللاحق ملك البرتغال ، وذلك نجت الملكة من هذا الهجوم سالمة، ورث عروشه عمه ألفونسو، أمير الملكي للبرتغال.